# Ingram Olkin
Pour les articles homonymes, voir Olkin.
Ingram Olkin (23 juillet 1924 - 28 avril 2016) est un mathématicien américain, professeur émérite et titulaire de la chaire de statistique et d'éducation à l'Université Stanford et de la Stanford Graduate School of Education. Il est connu pour le développement de l'analyse statistique pour l'évaluation des politiques, notamment dans l'éducation, et pour sa contribution à la méta-analyse, l'éducation aux statistiques (en), l'analyse multivariée et la théorie de la majorisation .

## Biographie
Olkin est né en 1924 à Waterbury, dans le Connecticut. Il a reçu un B. Sc. en mathématiques au City College of New York, un M. A. de l'Université Columbia et son doctorat en 1951 de l'Université de Caroline du Nord. Olkin étudie également auprès de Harold Hotelling. Le directeur de thèse d'Olkin est Samarendra Nath Roy (en) et sa thèse est intitulée « On Distribution Problems in Multivariate Analysis ».
Olkin est mort de complications d'un cancer colorectal à son domicile de Palo Alto, en Californie, le 28 avril 2016, à l'âge de 91 ans.

## Prix et distinctions
Olkin est le premier homme à recevoir, en 1998, le prix Elizabeth Scott de la Société américaine de statistique, pour ses réalisations dans le soutien des femmes en statistiques.
En 1991, il est lauréat du Prix Samuel-Wilks. En 2000, il est conférencier Fisher.
En 1962, il a été élu Fellow de l'American Statistical Association.
En 1984, il est président de l'Institut de statistique mathématique. Olkin a bénéficié des bourses Guggenheim, Fulbright, et Lady Davis Fellow, avec un doctorat honorifique de l'Université De Montfort.

## Publications et édition
Olkin a écrit de nombreux livres, dont Statistical methods for meta-analysis, Probability theory, et Education in a Research University. Parmi les co-auteurs d'Olkin figurent Sharadchandra Shankar Shrikhande et Larry V. Hedges (en). Olkin a écrit deux livres avec Albert W. Marshall, Inequalities: Theory of Majorization and its Applications (1979) et Life distributions : Structure of nonparametric, semiparametric, and parametric families (2007). En statistiques non paramétriques et en théorie de la décision, Olkin a écrit Selecting and ordering populations: A new statistical methodology avec Jean D. Gibbons (en) et Milton Sobel (1977, 1999).
Ingram a été le rédacteur en chef des Annals of Mathematical Statistics et il a été le premier rédacteur en chef des Annals of Statistics, tous deux publiés par l'Institut de statistique mathématique. Il a été un des acteurs de la fondation de la revue Journal of Educational Statistics devenu Journal of Educational and Behavioral Statistics, qui est publiée avec la Société américaine de statistique. Olkin est également rédacteur pour le journal de mathématiques Linear Algebra and its Applications, et a été actif dans l'organisation d'une série de conférences internationales sur la théorie des matrices, l'algèbre linéaire et les statistiques.